# 이규원 (조선귀족)
이규원(李圭元, 1890년 10월 4일 ~ 1945년 4월 24일)은 일제강점기의 조선귀족으로, 본관은 경주, 호는 우금(又琴)이며 본적은 경성부 중림정이다. 자작 이하영의 아들이자 군인 이종찬의 아버지이다.

## 생애
1909년 1월 대한제국 궁내부 시종원 시종에 올랐으며 1910년 10월 1일 한일합방 후 관직을 사퇴하였다. 1911년 2월 1일부터 1913년 3월 31일까지 조선총독부 이왕직 찬시를 지냈다. 1912년 8월 1일 일본 정부로부터 한국병합기념장을 받았으며 같은 해 12월 7일 종7위에 서위되었다. 1913년 3월 31일 고등관 6등에 서위되었고 1914년 6월 10일 종5위에 서위되었다.
1916년 2월 서화연구회원으로 선출되었고, 1919년 아버지 이하영이 대륙고무공업주식회사를 설립하자, 이규완, 박영효, 박중양 등과 함께 대주주의 한 사람으로 참여하였다. 그해 8월 1일 경성부 용산면 원효로 1가에서 개최된 대륙고무공업주식회사 창립발기인의 한 사람으로 참여하였다. 1921년 11월 조선불교대회 이사를 지냈다. 1922년 8월 15일부터 1945년 4월 24일 사망할 때까지 대륙고무공업주식회사에서 취체역과 전무취체역으로 근무했고 조선공업협회 전기문제조사위원회 위원(1926년 2월)과 조선불교단 평의원(1926년 12월), 조선물산장려회 이사(1928년 5월 14일), 조선불교단 이사(1928년 5월 20일)를 지냈다.
1929년 6월 1일 자신의 아버지였던 이하영이 받은 자작 작위를 승계받았으며 1931년 조선실업구락부 회원을 역임했다. 1932년 12월 15일 종4위에 서위되었고 1936년 경성상공조합연합회 평의원(1936년 10월 12일)과 경성교화단체연합회 서부교화구위원회 상임위원(1936년 11월), 조선실업구락부 평의원(1936년 12월)을 지냈다. 조선신궁에서 열린 행사에 여러 차례 참석했으며 조선귀족회 이사(1937년 7월), 동방직물판매주식회사 대표취체역(1939년 7월 5일), 조선유도연합회 평의원(1939년 11월), 조선고무화판매통제주식회사 감사역(1940년 12월 5일), 흥아보국단 경기도 위원(1941년 8월 24일), 조선임전보국단 발기인 겸 이사(1941년 10월 22일), 조선귀족회 부회장(1942년 ~ 1945년 4월 24일), 징병령 실시 감사회 10전 헌금 운동 발기인(1943년 8월 1일 ~ 1943년 8월 15일), 국민총력조선연맹 총무부 기획위원회(1943년 9월), 창복회 위원(1944년) 등을 지냈다.
1939년 12월 28일 정4위에 서위되었으며 1940년 11월 10일 일본 정부로부터 기원 2600년 축전 기념장을 받았다. 태평양 전쟁 선전봉고임시대제(宣戰奉告臨時大祭, 1941년 12월 18일 조선신궁에서 열림)와 메이지 천황 30년 식년제(1942년 7월 30일), 만주국 건국 10주년 기념식전(1942년 9월 14일), 경성부 육군병 지워자 후원회 주최로 열린 육군 지원자 훈련소 제11회 퇴소식(1943년 5월 18일) 등에서 조선귀족 대표로 참석했으며 사후 일본 정부로부터 종3위에 추서되었다. 민족문제연구소의 친일인명사전 수록자 명단의 수작/습작 부문과 친일반민족행위진상규명위원회가 발표한 친일반민족행위 705인 명단에 포함되었다.

## 가족 관계
- 증조부 : 이응효(李膺孝, 증 의정부 참찬(議政府參贊))
  - 조부 : 이유수(李裕脩, 증 내부대신(贈內部大臣))
  - 조모 : 서산 서씨(瑞山徐氏)
    - 아버지 : 이하영(李夏榮)
    - 어머니 : 강릉 최씨
      - 본인 : 이규원
      - 부인 : 윤태선
        - 아들 : 이종찬(李鐘贊), 대한민국 창군 주역, 육군참모총장 역임
        - 자부 : 표자영
          - 손녀 : 이정은

      - 이복형 : 이규삼(李圭三), 삼촌 이준영의 양자로 출계

    - 숙부 : 이준영(李準榮), 관찰사, 국문학자

## 참고 자료
- 친일반민족행위진상규명위원회 (2009). 〈이규원〉. 《친일반민족행위진상규명 보고서 Ⅳ-11》. 서울. 890~916쪽.